# Lady Britt
M/Y Lady Britt är en superyacht tillverkad av Feadship i Nederländerna. Hon levererades 2011 till sin ägare Sten Warborn, en svensk miljardär och barnbarn till Monarkgrundaren Birger Svensson. Superyachten designades exteriört av De Voogt Naval Architects medan interiören designades av Redman Whiteley Dixon. Lady Britt är 63 meter lång och har en kapacitet upp till tolv passagerare fördelat på sju hytter. Den har en besättning på 16 besättningsmän.

## Galleri

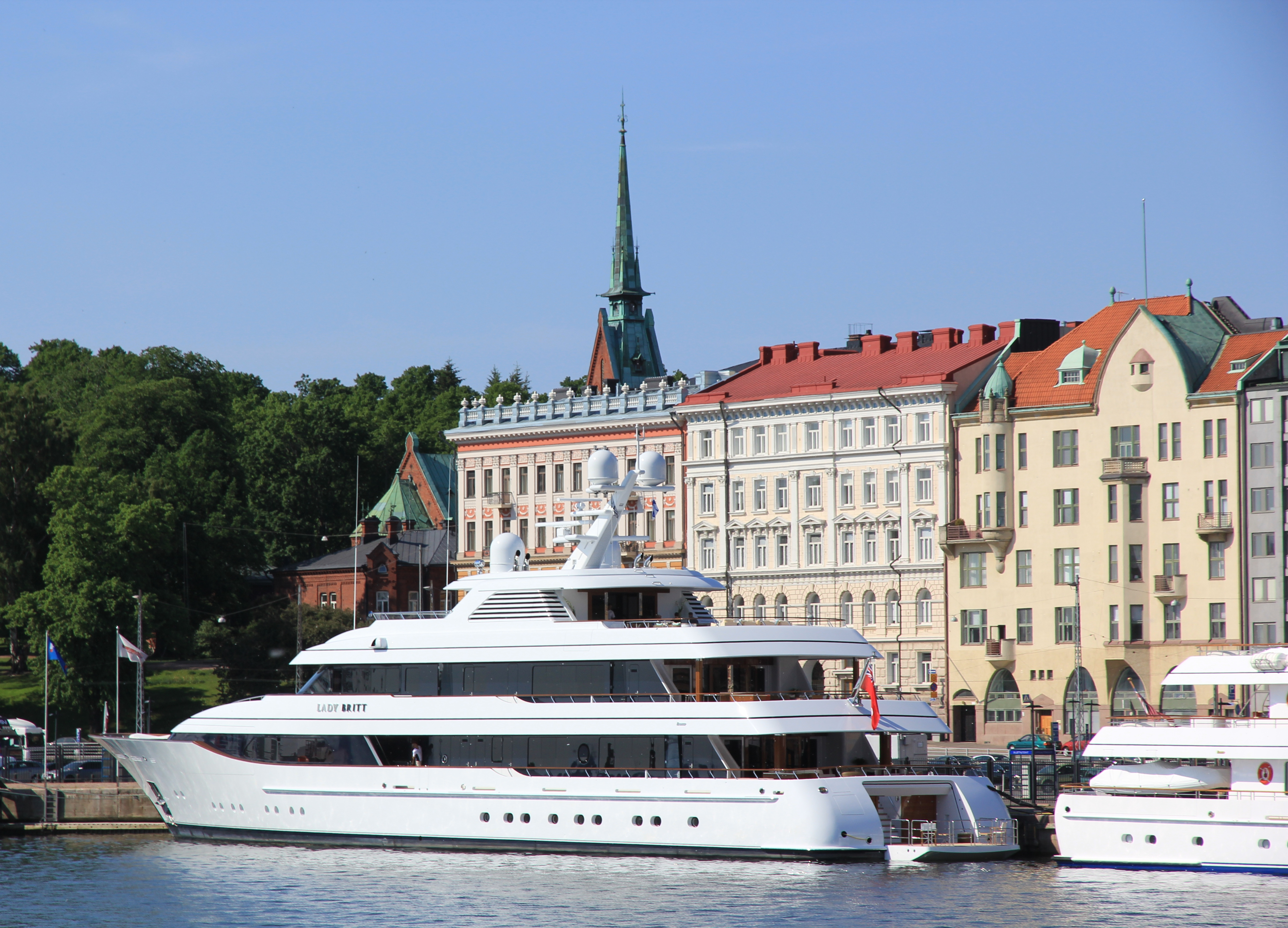
Lady Britt i Helsingfors i Finland, 2011.